# Dürlerstein

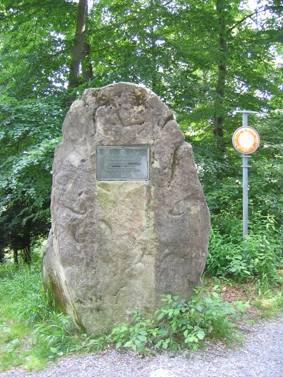
Der Dürlerstein auf dem Uetliberg bei Zürich

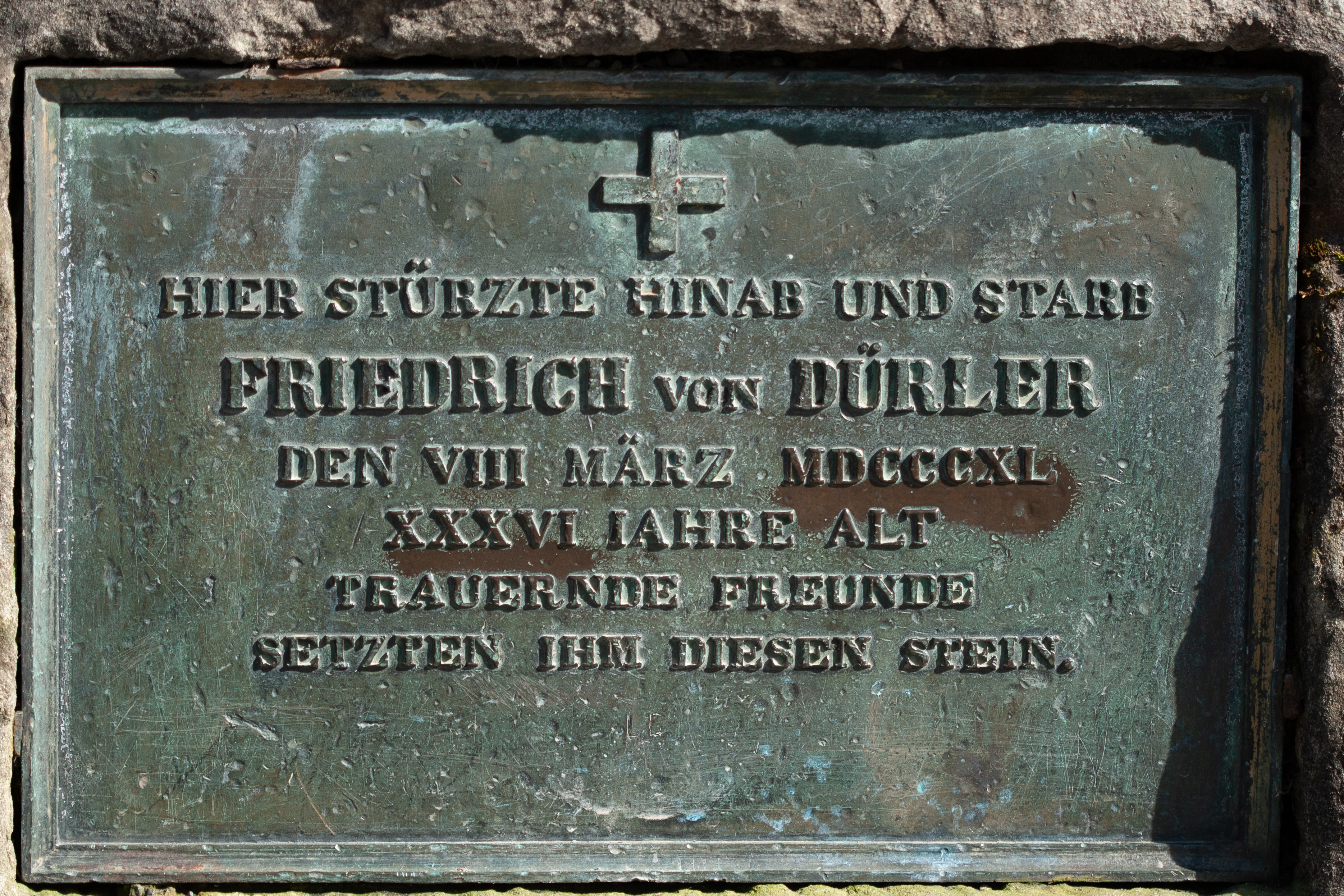
Dürlerstein Inschrift Detailansicht

Der Dürlerstein ist ein Gedenkstein auf dem Grat des Uetlibergs bei Zürich östlich des Restaurants Uto Staffel.
Er erinnert an den Bergsteiger, Naturforscher und Zürcher Armensekretär Friedrich von Dürler, der am 8. März 1840 in einer Holzrinne unterhalb des Steins zu Tode stürzte. Er hatte mit Freunden eine Wette abgeschlossen, wer zuerst unten in der Stadt sei. Der bekannte Bergsteiger, der als erster Tourist den Tödi bestiegen hatte, setzte sich auf seinen Alpenstock und rutschte die vereiste Rinne hinab. Zuunterst stürzte er über eine Felsstufe zu Tode.
Die Inschrift auf der Bronzetafel lautet:
Hier stürzte hinab und starb

Friedrich von Dürler

den VIII März MDCCCXL

Trauernde Freunde

setzten ihm diesen Stein